# رون ميلنر
رون ميلنر (بالإنجليزية: Ron Milner)‏ هو كاتب مسرحي أمريكي، ولد في 29 مايو 1938 في ديترويت في الولايات المتحدة، وتوفي بنفس المكان في 9 يوليو 2004 بسبب سرطان الكبد.

## وصلات خارجية
- رون ميلنر على موقع قاعدة بيانات برودواي على الإنترنت (الإنجليزية)
- رون ميلنر على موقع ديسكوغز (الإنجليزية)